# Віндберген
Віндберген (нім. Windbergen) — громада в Німеччині, розташована в землі Шлезвіг-Гольштейн. Входить до складу району Дітмаршен. Складова частина об'єднання громад Міттельдітмаршен.
Площа — 17,29 км2. Населення становить 793 ос. (станом на 31 грудня 2020).

## Галерея

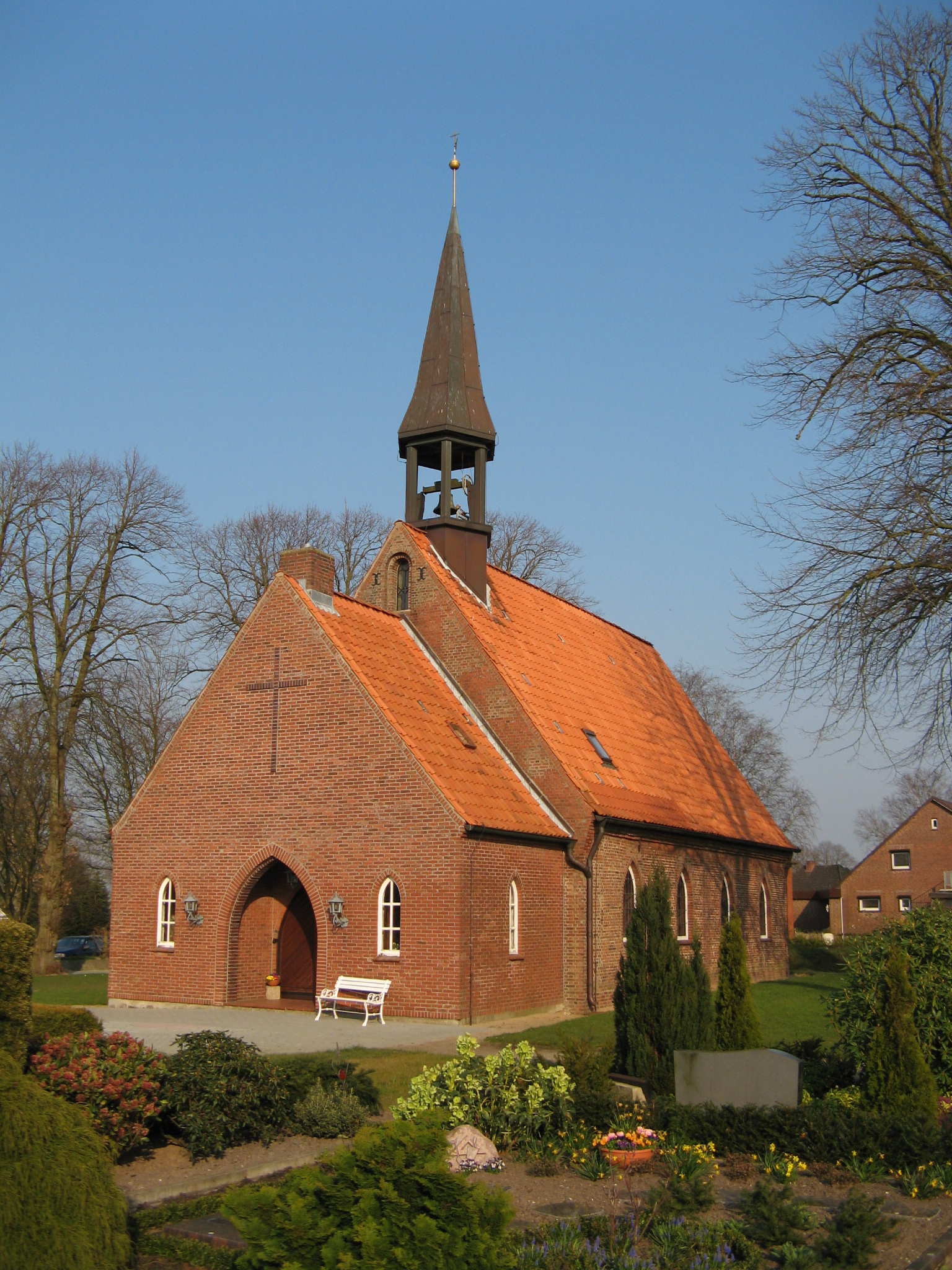